# Ophrys sphegodes subsp. taurica
Ophrys sphegodes subsp. taurica – podgatunek dwulistnika pajęczego z rodziny storczykowatych (Orchidaceae). W wielu ujęciach systematycznych opisywany jako samodzielny gatunek (pod różnymi nazwami) lub podgatunek różnych gatunków. Występuje we wschodniej części basenu Morza Śródziemnego i w rejonie Kaukazu. 

## Rozmieszczenie geograficzne
Podgatunek występuje na Półwyspie Bałkańskim, w Azji Mniejszej, w Syrii, Jordanii, w Iraku oraz w regionie Kaukazu.

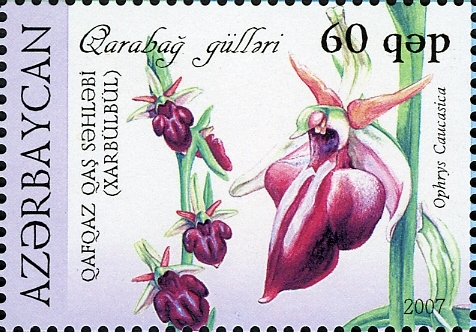

## Morfologia
PokrójRoślina wieloletnia. Bulwy są prawie kuliste, o średnicy 0,8–1,5 cm. Łodyga osiąga wysokość 12–35 cm.
LiścieSkupione u podstawy łodygi, podłużno-lancetowate, wyżej o blaszkach zaostrzonych.
KwiatyZebrane w szczytowy kwiatostan. Przysadki jajowato-lancetowate, dłuższe od zalążni. Zewnętrzne listki okwiatu długości 10–12 mm, podłużno-lancetowate, żółtawozielone, wewnętrzne równowąsko-lancetowate, z jedną wiązką, zielonkawobrązowawe. Warżka aksamitna, w zarysie szeroko jajowata, ciemnobrązowa, z niebieskofioletowym wzorem w kształcie litery H, całobrzega lub trójklapowa, z płatem środkowym nerkowato-czworokątnym, z małym przydatkiem, z bocznymi klapami krótkimi podłużno-trójkątnymi. Kwitnie i wydaje nasiona między kwietniem a czerwcem.

## Znaczenie w kulturze
Podgatunek nazywany jest kwiatem miłości i pokoju i związany z legendą o słowiku i wietrze. Jest oficjalnym kwiatem regionu Karabachu. W 2007 Poczta Azerbejdżanu wydała znaczek z tym storczykiem. W 2019 był wpisany do Czerwonej Księgi Azerbejdżanu.